# وارتون، لنکستر
وارتون (به انگلیسی: Warton) یک روستا و محله مدنی در بریتانیا است که در لنکستر واقع شده‌است. وارتون ۲٬۳۶۰ نفر جمعیت دارد.